# Формика, Лаутаро
Лаутаро Роке Формика (исп. Lautaro Roque Formica; 27 января 1986, Росарио) — аргентинский футболист, левый защитник клуба «Дефенсорес де Бельграно».

## Карьера

### В клубах
Лаутаро — воспитанник клуба «Ньюэллс Олд Бойз», здесь он обучался и дебютировал во взрослом футболе вместе со своим младшим братом Мауро. С 2007 по 2010 годы также выступал за аргентинские клубы «Сан-Лоренсо де Альмагро», «Годой-Крус» и «Уракан», вторую половину сезона 2010/11 провёл в парагвайском «Серро Портеньо», дошедшим тогда до полуфинала Кубка Либертадорес.
С сезона 2011/12 Формика выступал за греческий «Астерас» из Триполи, в котором стал участником наиболее высоких достижений в истории клуба: третьего места в чемпионате и финала Кубка, однако в решающих матчах успешного сезона 2012/13 он уже не смог принять участие. 23 апреля 2013 года Лаутаро получил травму, которая могла сделать его инвалидом: во время купания он с разбегу нырнул в воду, но попал на песчаную отмель, сломав второй шейный позвонок. В итоге, он смог восстановиться от травмы, но полностью пропустил сезон 2013/14, ни разу не выйдя на поле в официальных матчах.
С сезона 2014/15 Формика выступает в Аргентине: первую половину сезона он провёл в «Тальерес» из Кордовы, выступавший в Примере B Метрополитана, а зимой перешёл в «Гуарани Антонио Франко» из Примеры B Насьональ.
Следующие два сезона выступал в Примере B Насьональ за «Вилья-Дальмине». 4 сентября 2017 года подписал контракт с клубом «Депортиво Морон». В июле 2018 года вошёл в состав «Эстудиантеса» из Рио-Куарто.

### В сборной
Лаутаро выступал за юношескую и молодёжную сборные Аргентины. В 2003 году он стал бронзовым призёром юношеского чемпионата мира в Финляндии, записав на свой счёт удачный удар в серии послематчевых пенальти в игре за третье место. В 2005 году в Нидерландах аргентинцы стали чемпионами мира среди молодёжи 2005 года, предварительно завоевав «бронзу» на южноамериканском первенстве в Колумбии. На всех турнирах Формика был игроком основы.

## Достижения

### Командные
Как игрока сборных Венесуэлы:
- Чемпионат мира среди молодёжных команд:
  - Чемпион: 2005
- Чемпионат Южной Америки среди молодёжных команд:
  - Третье место: 2005
- Чемпионат мира среди юношеских команд:
  - Третье место: 2003

Как игрока «Ньюэллс Олд Бойз»:
- Чемпионат Аргентины:
  - Чемпион: 2004 (Апертура)

Как игрока «Годой-Крус»:
- Чемпионат Аргентины:
  - Третье место: 2010 (Клаусура)

Как игрока «Серро Портеньо»:
- Чемпионат Парагвая:
  - Второе место: 2011 (Клаусура)

Как игрока «Астераса» (Триполи):
- Чемпионат Греции:
  - Третье место: 2012/13
- Кубок Греции:
  - Финалист: 2012/13